# HD 70313
HD 70313，又名BD+53 1246，SAO 26819、HR 3277，是一颗恒星，视星等为5.51，位于銀經165.21，銀緯35.05，其B1900.0坐标为赤經8h 16m 14.2s，赤緯+53° 35.05′ 31″。